# Carlos Strandberg
Pour les articles homonymes, voir Strandberg.
Sergio Carlos Strandberg est un footballeur suédois né le 14 avril 1996 à Göteborg, qui joue actuellement au poste d'avant-centre pour le club turc du Hatayspor.

## En club
Le 4 avril 2019, il est prêté jusqu'en juillet 2019 à l'Örebro SK, ou il portera le numéro 99.

## En équipe nationale
Avec les moins de 17 ans, il participe à la Coupe du monde des moins de 17 ans 2013 organisée aux Émirats arabes unis. Lors du mondial junior, il joue sept matchs. Il s'illustre lors du match pour la troisième place contre l'Argentine, inscrivant un but et offrant une passe décisive pour son coéquipier Valmir Berisha (en). La Suède termine troisième du mondial, pour sa toute première participation à cette épreuve.

## Palmarès

### En club
- CSKA Moscou
  - Champion de Russie en 2016

- Malmö FF
  - Champion de Suède en 2017

- Al-Sailiya SC
  - Vainqueur de la Coupe des Étoiles du Qatar en 2022

### En sélection nationale
- Équipe de Suède des moins de 17 ans
  - Troisième de la Coupe du monde des moins de 17 ans en 2013

## Statistiques
Le tableau ci-dessous récapitule les statistiques de Carlos Strandberg lors de sa carrière en club :
| Saison                | Club                        | Championnat           | Championnat | Championnat | Coupe(s) nationale(s) | Coupe(s) nationale(s) | Compétition(s) continentale(s) | Compétition(s) continentale(s) | Compétition(s) continentale(s) | Autres compétitions | Autres compétitions | Autres compétitions | Total | Total |
| Saison                | Club                        | Division              | M.          | B.          | M.                    | B.                    | Comp.                          | M.                             | B.                             | Comp.               | M.                  | B.                  | M.    | B.    |
| 2013                  | BK Häcken                   | 1                     | 11          | 3           | 1                     | 1                     | C3                             | 2                              | 0                              | -                   | -                   | -                   | 14    | 4     |
| 2014                  | BK Häcken                   | 1                     | 19          | 6           | 2                     | 0                     | -                              | -                              | -                              | -                   | -                   | -                   | 21    | 6     |
| 2014-2015             | CSKA Moscou                 | 1                     | 10          | 3           | 1                     | 0                     | -                              | -                              | -                              | -                   | -                   | -                   | 11    | 3     |
| 2015-2016             | CSKA Moscou                 | 1                     | 1           | 0           | -                     | -                     | C1                             | 1                              | 0                              | -                   | -                   | -                   | 2     | 0     |
| 2015-2016             | Oural Iekaterinbourg (prêt) | 1                     | 2           | 0           | 1                     | 0                     | -                              | -                              | -                              | -                   | -                   | -                   | 3     | 0     |
| 2016                  | AIK Solna (prêt)            | 1                     | 12          | 7           | -                     | -                     | C3                             | 3                              | 2                              | -                   | -                   | -                   | 15    | 9     |
| 2016-2017             | CSKA Moscou                 | 1                     | 5           | 2           | 1                     | 0                     | C1                             | 2                              | 0                              | SC                  | 1                   | 0                   | 9     | 2     |
| Total sur la carrière | Total sur la carrière       | Total sur la carrière | 60          | 21          | 6                     | 1                     | -                              | 8                              | 2                              | -                   | 1                   | 0                   | 75    | 24    |